# پوتاقا (جونین)
پوتاقا (به اسپانیایی: Putaqa) یک کوه در پرو است که در Peru, Junín Region واقع شده‌است. پوتاقا ۴٬۶۰۰ متر بالاتر از سطح دریا واقع شده‌است.